# Klaus Brankamp
Klaus Bernd Brankamp (* 29. August 1939 in Düsseldorf; † 27. Februar 2007) war ein deutscher  Maschinenbau-Ingenieur und Unternehmer.

## Leben und Wirken
Das Studium schloss er 1965 mit der Diplomprüfung ab. Zwei Jahre später erlangte er die Promotion, im Jahre 1970 die Habilitation. Den ganzen akademischen Bildungsweg absolvierte er an der RWTH Aachen.
Ende der 1970er Jahre wurde im Rahmen des Labors der RWTH ein Landesprojekt von Nordrhein-Westfalen zur Förderung der Prozesssteuerung und -messung bei der Produktion auf Werkzeugmaschinen begonnen. Dabei führte Brankamp die Idee des Tachometers auf ein höheres Niveau bei Werkzeugmaschinen.
Der Zweck dieser Prozessüberwachung/ProcessMonitoring-Technologie sollte der Vermeidung von Fehlern, der besseren Ausnutzung der Maschinen und der höheren Auslastung der Anlagen dienen. Neben der Umsetzung dieser Entwicklungen in weltweit anwendbare Einrichtungen hielt er an der RWTH Vorlesungen als Dozent im Fach Planung und Entwicklung neuer Produkte.

## Mitgliedschaften
- Leitung und Mitgliedschaften in VDI-Gremien
- Mitglied im Vorstand der Ausschuss für wirtschaftliche Fertigung (AWF)
- Mitglied im Präsidium des Forschungsinstituts für Rationalisierung (FIR)
- Vorsitzender des Industrieausschusses der IHK Düsseldorf

## Auszeichnungen
- 1967: Borchers-Plakette
- 1970: Ehrenplakette des VDI
- 1977: Ehrenring des VDI
- 1984: Herwart-Opitz-Medaille des VDI

## Schriften (Auswahl)
- Ein Terminplanungssystem für Unternehmen der Einzel- und Serienfertigung, 1968
- Arbeitsablaufplanung mit Hilfe elektronischer Datenverarbeitungsanlagen mit Herwart Opitz und Wilfried Olbrich, 1970
- Untersuchungen über Einsatzmöglichkeiten von Datenverarbeitungsanlagen für die Einführung der Teilefamilienfertigung mit Herwart Opitz und Wilfried Olbrich, Köln 1970
- Untersuchung über die Einsatzmöglichkeiten elektronischer Datenverarbeitungsanlagen in der Produktionsterminplanung mit Herwart Opitz und Wilfried Olbrich, 1970
- Rechnergestütztes Konstruieren mit anderen, Fachbericht aus dem Laboratorium für Werkzeugmaschinen und Betriebslehre an der Rheinisch-Westfälischen Technischen Hochschule Aachen und dem Lehrstuhl für Automatisierung und Institut für produktionstechnische Automatisierung an der Technischen Universität Berlin, Berlin 1971
- Planung und Entwicklung neuer Produkte, Berlin 1971
- Ein Terminplanungssystem für Unternehmen der Einzel- und Serienfertigung – Voraussetzungen, Gesamtkonzeption und Durchführung mit EDV, 1973
- Leitfaden zur Leistungssteigerung in der Konstruktion. Methoden – Hilfsmittel – Fallstudien, 1975
- Systematische Planung des technologischen Unternehmens- und Wirtschaftsprofils , 1975
- Handbuch der modernen Fertigung und Montage, München 1975
- Produkte in der Geisterschicht, 1980
- Organisation des Betriebsmittelsbaus, Essen 1981
- Der moderne Stanzbetrieb. Vom Sensormonitoring zur Geisterschicht . 1985
- Optimale CAD-Lösung für den Werkzeugbau, Köln 1990
- Wettbewerbsfaktor Werkzeug- und Betriebsmittelbau, 1991

## Referenzen
- Walter Habel, Wer ist wer?, Lübeck 1993
- Anzeige in der FAZ vom 3. März 2007

| Personendaten    | Personendaten                                    |
| ---------------- | ------------------------------------------------ |
| NAME             | Brankamp, Klaus                                  |
| ALTERNATIVNAMEN  | Brankamp, Klaus Bernd (vollständiger Name)       |
| KURZBESCHREIBUNG | deutscher Maschinenbau-Ingenieur und Unternehmer |
| GEBURTSDATUM     | 29. August 1939                                  |
| GEBURTSORT       | Düsseldorf                                       |
| STERBEDATUM      | 27. Februar 2007                                 |